# سلسلة جبال شرق جيويت
سلسلة جبال شرق جيويت، هو جبل في مقاطعة جرين ، نيويورك. يقع في جبال كاتسكيل بين الغرب والجنوب الغربي من مابليكريست . يقع تل لون فان في الشمال، ويقع جبل انتيورا بين الشرق والجنوب الشرقي من سلسلة جبال شرق جيويت.